# Sint-Maria in de Kupfergasse
De Sint-Maria in de Kupfergasse (Duits: St. Maria in der Kupfergasse) is een in 1715 gebouwde kerk in de binnenstad van Keulen. De Mariakerk is een van de weinige barokke kerkgebouwen van de stad en werd over de toen reeds bestaande Loretokapel heen gebouwd, waar een genadebeeld van de Zwarte Madonna wordt vereerd.

## Geschiedenis
Als gevolg van de confessionele geschillen tussen Nederlandse protestanten en rooms-katholieken, verlieten in het begin van de 17e veel katholieken hun vaderland. In de nabije katholieke rijksstad Keulen vonden zij een veilig heenkomen. Met de vluchtelingen kwamen omstreeks het jaar 1614 ook monniken van de ongeschoeide karmelieten naar Keulen. Zij richtten in de zuidelijke voorstad van Keulen tussen 1620 en 1628 een klooster met een aan de heilige Jozef en Theresia gewijde kerk op.

### De kapel

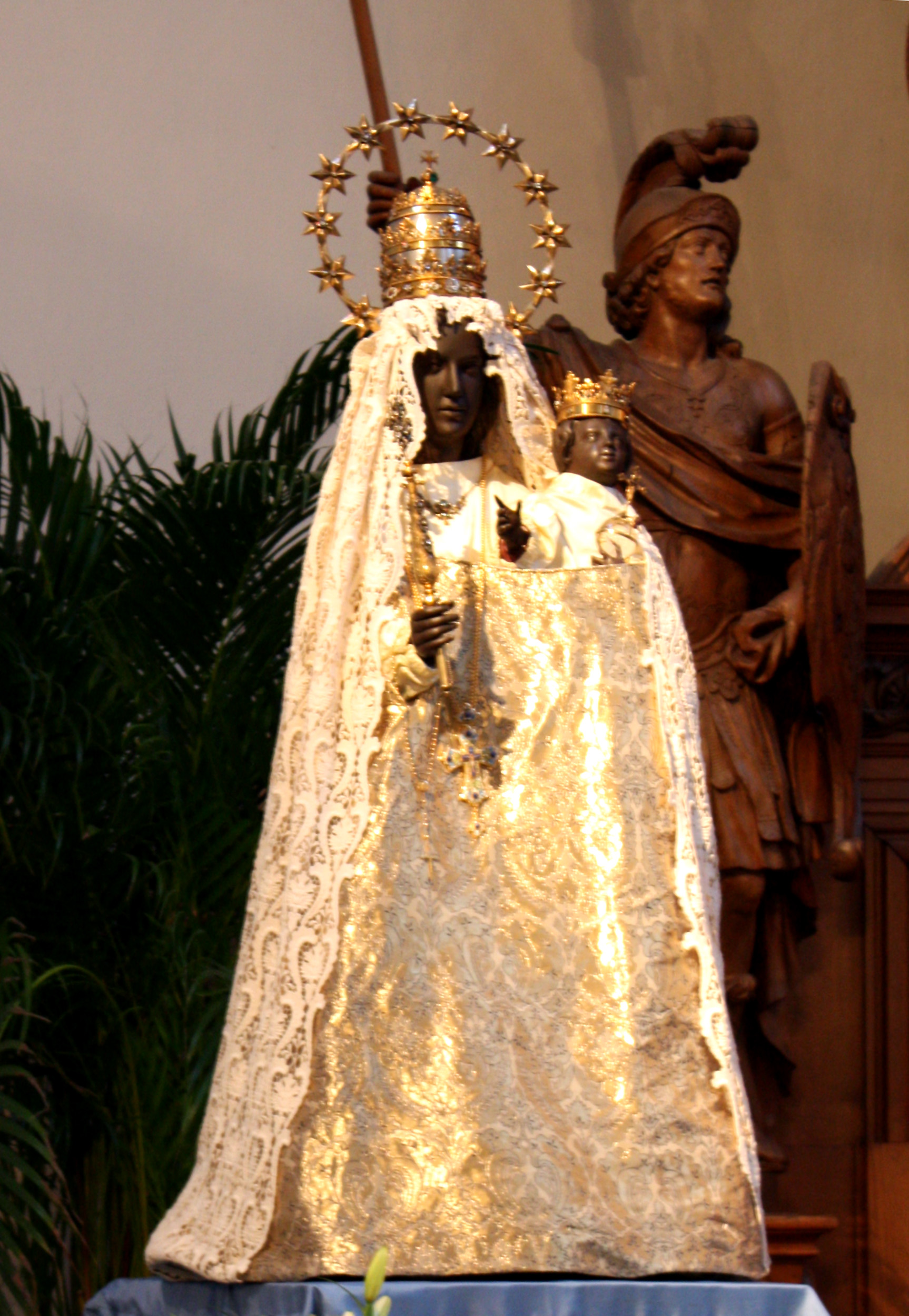
Genadebeeld van de Zwarte Madonna

In de jaren 1630 volgde de uit 's-Hertogenbosch afkomstige vrouwelijk tak van de orde. De nonnen vestigden zich op het eerder door protestanten bewoonde Neuenahrer Hof. Daar, op de hoek van de Lang-, Schwalben- en Kupfergasse, wisten de karmelietessen dankzij privileges en schenkingen een klooster te bouwen. Bij het klooster lieten zij op verzoek van de raadsheer en latere burgemeester Johann Jakob Wissius een kleine kapel neerzetten naar het voorbeeld van de casa santa in het Italiaanse Loreto.
De kapel werd door de nonnen met een uit lindenhout gesneden beeld van de Moeder Gods voorzien. Waarschijnlijk betreft het een werk van een Nederlandse meester uit circa 1630. Op de feestdag van Maria-Geboorte, 8 september 1675, werd de kapel geconsacreerd. De kloosterkerk aan de Kupfergasse met het genadebeeld steeg binnen korte tijd voor de orde en de stad in hoog aanzien. Het werd in die periode van grote Mariaverering een ook buiten de regio bekende bestemming voor vrome bedevaarten. De pelgrims vereerden de Moeder van Barmhartigheid, zoals men het genadebeeld noemde, met kostbaarheden en talloze offerkaarsen, zodat het beeld in de loop der tijd een donkere aanslag kreeg. Het klooster voer wel bij het toenemend aantal bezoekers en er werd nu over een groter kerkgebouw nagedacht. In 1705 kregen de plannen een vaste vorm. Met dank aan de invloed van keizerin Amalia kreeg het plan, dat voorzag in het behoud van de oude kapel onder het dak van een nieuw te bouwen kerk, de bouwvergunning. Nadat een zuidelijk aangrenzend grondstuk aan de Langgasse werd verkregen, begonnen onder leiding van Flostorf de werkzaamheden die tien jaar in beslag zouden nemen.
Uit het feit dat in het jaar 1709 ramen werden geschonken, kan worden opgemaakt dat de bouw op dat moment al in een ver gevorderd stadium was.

### De Genadekapel
De Genadekapel ligt als zelfstandig gebouw tussen de twee ingangen van de om haar heen gebouwde hoofdkerk. Het betreft een verkleinde versie van het Heilige Huis van Loreto. De buitenmuren van de met een tongewelf overdekte kapel had oorspronkelijk houten bekleding en reliëfs met rijk houtsnijwerk. Het houdsnijwerk ging met de verwoestingen in de oorlog grotendeels verloren. Het dak van de kapel dient als orgelgalerij. Achter een smeedijzeren rococohek bevindt zich in de kapel het genadebeeld.

### De Sint-Jozefkerk
Exact veertig jaar na de wijding van de kapel werd op 8 september 1715 de nieuwe, ter ere van Sint-Jozef opgerichte, kloosterkerk samen met het nieuwe hoogaltaar plechtig door de Keulse keurvorst en aartsbisschop Jozef Clemens ingewijd. Het is de eerste baksteenkerk van Keilen en met haar bouwstijl in de Nederlandse barok herinnerde de kerk aan het vaderland van de karmelietessen. In 1798 moesten de nonnen wederom vluchten. Ditmaal werd hun klooster door de Franse bezetter opgeheven en werden de gebouwen overgedragen aan de stad. De kloosterkerk werd echter als een van de weinige niet gesloopt, maar bleef als parochiekerk voortbestaan.

### De Sint-Maria in de Kupfergasse
De nu aan de heilige Maria gewijde parochiekerk werd in 1873 aan de westelijke zijde met een lager zijschip vergroot waarbij de oude sacristie werd opgeofferd. Een nieuwe sacristie werd aan het koor gebouwd. Tegelijkertijd werden er zowel van buiten als van binnen renovaties uitgevoerd, die in het jaar 1939 werden herhaald.
Tijdens de Tweede Wereldoorlog werd de kerk herhaaldelijk door bommen getroffen. In 1944 brandde het gebouw geheel uit. De tot dan toe nog intacte rijk uitgevoerde noordelijke façade raakte in het laatste oorlogsjaar zwaar beschadigd.
De herbouw van de kerk begon in 1952 onder leiding van de Keulse architect Karl Band. In eerste instantie kreeg de kerk een provisorisch vlakke zoldering en een eenvoudige noordelijke gevel, maar in de jaren 1962-1964 volgde de reconstructie van de oorspronkelijke noordelijke façade, de herbouw van de barokke dakruiter en de inbouw van gewelven in de kerk. Alleen de noordwestelijke traptoren wijkt iets van het origineel af door de moderne opbouw.

### Bouwbeschrijving
Sinds de oprichting wordt de kerk door dichte bebouwing omgeven. Het gebouw wijkt af van de gebruikelijke bouwrichting en heeft een noord-zuid oriëntatie. Het 37,20 meter lange en 17,30 brede bouwwerk is van roodbruine baksteen opgetrokken, onderbroken door kroonlijsten en decoraties van tuf- en kalksteen. De eenvoudige koor- en lengtemuren zijn tussen de steunberen met hoge rondboogvensters voorzien. Aan de oostelijke zijde bevindt zich een barok, tegenwoordig dichtgemetseld, zijportaal.
Aan de noordzijde van de kerk bevindt zich een ommuurde voorhof met een bron. De noordelijke façade is decoratief en de combinatie van de vorm en gebruikte materialen verraadt hier het meest overtuigend de invloed van de toenmalige Nederlandse architectuur. Het front wordt verdeeld door vier steunberen, die worden doorbroken door twee kroonlijsten. De twee portalen van de noordelijke gevel worden geflankeerd door ionische zuilen en hebben steekbogige afdakken.
Boven de onderste kroonlijst bevindt zich tussen de middelste steunberen een tot de bovenste kroonlijst reikend rondboogvenster. Aan de beide zijden van het venster staan in rondbogige muurnissen de beelden van de heilige Ursula (waar vroeger een beeld van Sint-Jozef stond) en de heilige Theresia, patrones van de karmelietessen.
De gevel boven de hoogste kroonlijst heeft spiraalvormige versieringen en wordt met een driehoekig gevelveld afgesloten. De buitenste steunberen eindigen iets onder de daklijst en hebben piramiden. In het middelste gevelveld boven de steekboog van de bovenste daklijst staat in een nis het beeld van de Moeder Gods met Kind.

## Inrichting

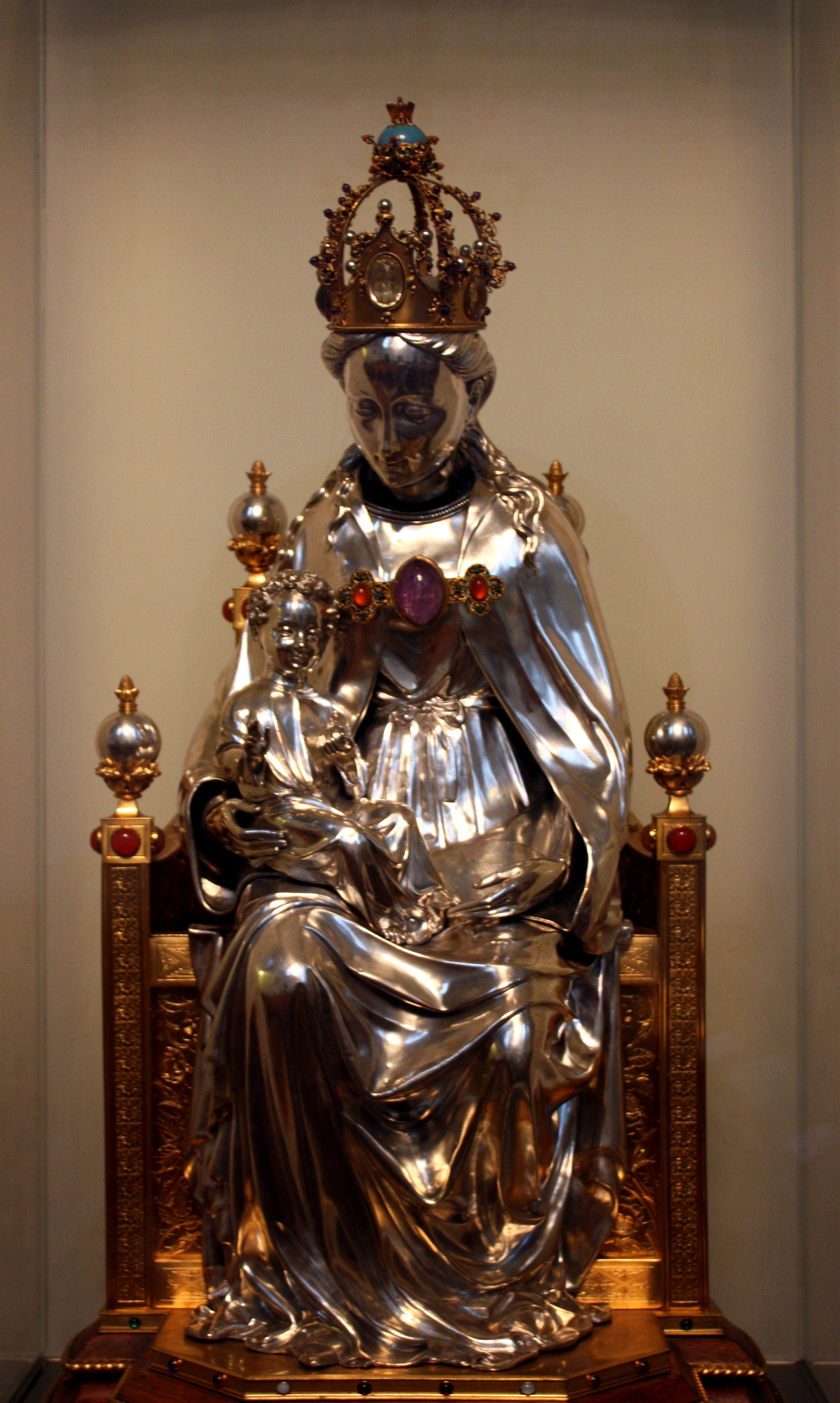
Madonna en Kind aan een zijmuur van de kerk

- Oorspronkelijk had de kerk een hoofdaltaar en twee zijaltaren. Het hoofdaltaar werd in 1715 gewijd tegelijk met de aanvankelijk aan de heilige Jozef gewijde kerk. De zijaltaren waren aan de heiligen Anna en Theresia gewijd. Het huidige hoogaltaar stamt uit de in de Franse tijd afgebroken Makkabeeërkerk en kwam via de Sint-Andreaskerk in 1963 naar de Sint-Mariakerk. Het altaar is net als de ervoor opgestelde communiebank van eikenhout gemaakt en stamt uit de eerste helft van de 18e eeuw.
- De kerk bezat vroeger twee barokke biechtstoelen. Tegenwoordig staat er één biechtstoel opgesteld, die komt uit de in de oorlog verwoestte Sint-Columbakerk.
- De kansel uit circa 1750 is in rococostijl gemaakt en komt eveneens uit de Sint-Andreaskerk.
- Het kelkvormige doopvont heeft een hoogte van 108 cm. Aangenomen wordt dat dit afkomstig is uit een in 1843 afgebroken Mariakerk.
- In 1967 bouwde Romanus Seifert uit Kevelaer een nieuw mechanisch orgel met in eerste instantie 23 registers op 2 manualen en pedaal. Het orgel werd in 1994 vergroot en heeft tegenwoordig 40 registers.

## Klokken
In de klokkenstoel van de traptoren hangen vijf klokken. Ze werden allemaal gegoten door Petit & Gebr. Edelbrock uit Gescher.
| Nr. | Naam        | Gietjaar | Doorsnee (mm) | Gewicht (kg) | Nominaal (16tel) | Inschrift |
| 1   | Werner      | 1974     | 1020          | 660          | g1 –2            | + S. W E R N E R - ORA PRO NOBIS FULGET CRUCIS MYSTERIUM 1974 (+ Heilige Werner, bid voor ons. Het verlicht het mysterie van het kruis) |
| 2   | Maria       | 1953     | 905           | 451          | a1 –3            | + MATER MISERICORDIAE O.P.N. A.D. 1953 (+ Moeder der Barmhartigheid, bid voor ons. In het jaar des Heren 1953)                          |
| 3   | Josef       | 1953     | 755           | 257          | c2 –1            | + S. JOSEF TUERE NOS A.D. 1953 (+ Heilige Jozef bescherm ons, in het jaar des Heren 1953)                                               |
| 4   | Helena      | 1953     | 661           | 150          | d2 –1            | + S. HELENA O.P.N. A.D. 1953 (+ Heilige Helena, bid voor ons. In het jaar des Heren 1953)                                               |
| 5   | Schutzengel | 1953     | 544           | 90           | f2 –2            | + ANGELI CUSTODES CUSTODITE NOS A.D. 1953 (+ Beschermengel bescherm ons. In het jaar des Heren 1953)                                    |

## Klokkenspel
Dankzij giften kon in de lantaarn van de dakruiter door de Nederlandse klokkengieterij Eijsbouts een klokkenspel met 38 bronzen klokken worden ingebouwd. Het klokkenspel werd op 7 februari 2010 ingewijd. Het klokkenspel is zowel via een speeltafel als automatische via een computer te bedienen.